# Witalij Fedoriw
Witalij Mykołajowycz Fedoriw, ukr. Віталій Миколайович Федорів (ur. 21 października 1987 we wsi Międzyrzecze w obwodzie lwowskim, Ukraińska SRR) – ukraiński piłkarz grający na pozycji obrońcy, reprezentant Ukrainy.

## Kariera piłkarska

### Kariera klubowa
Witalij Fedoriw rozpoczynał karierę w rodzinnej wsi Międzyrzecze koło Żydaczowa występując w miejscowej drużynie. Próbował wstąpić do Internatu Sportowego we Lwowie, ale nie udało się. Pojechał do Iwano-Frankiwska i wstąpił tam do Technikum Kultury Fizycznej, gdzie uczył się 3 lata. Podczas jednego z towarzyskich spotkań z rówieśnikami z Kijowa został zauważony przez skautów Dynama Kijów i zaproponowali trenować się w dynamowskiej akademii piłkarskiej. Tak w 2002 Witalij Fedoriw trafił do Dynama. Trenował się w grupie Wiktora Kaszczeja, występował w trzeciej, a potem w drugiej drużynie Dynama Kijów. W 2006 zadebiutował w podstawowej jedenastce Dynama Kijów. W połowie sierpnia 2008 został wypożyczony do rosyjskiego klubu Amkar Perm, a 1 grudnia 2008 podpisał kontrakt z klubem Amkar Perm. W grudniu 2011 po wygaśnięciu kontraktu z Amkarem opuścił permski klub. Na początku 2012 jako wolny agent podpisał kontrakt z Krywbasem Krzywy Róg, w którym występował do lata 2013. W lipcu 2014 przeszedł do FK Spartaks Jurmała. Podczas przerwy zimowej sezonu 2014/15 przeszedł do Howerły Użhorod. W lipcu 2015 podpisał kontrakt z Olimpikiem Donieck. 22 lutego 2018 został piłkarzem Olimpijca Niżny Nowogród. 26 grudnia 2019 za obopólną zgodą kontrakt został rozwiązany.

### Kariera reprezentacyjna
Witalij Fedoriw 6 lutego 2008 debiutował w reprezentacji Ukrainy w spotkaniu towarzyskim z reprezentacją Cypru, wchodząc na ostatnie 15 minut.

## Sukcesy
- zdobywca Pucharu Pierwogo Kanału: 2008